# Slaterocoris longipennis
Slaterocoris longipennis är en insektsart som beskrevs av Knight 1970. Slaterocoris longipennis ingår i släktet Slaterocoris och familjen ängsskinnbaggar. Inga underarter finns listade i Catalogue of Life.